# Milan (Minnesota)
Milan es una ciudad ubicada en el condado de Chippewa en el estado estadounidense de Minnesota. En el censo de 2010 tenía una población de 369 habitantes y una densidad poblacional de 115,74 personas por km².

## Geografía
Milan se encuentra ubicada en las coordenadas 45°6′46″N 95°54′59″O / 45.11278, -95.91639. Según la Oficina del Censo de los Estados Unidos, Milan tiene una superficie total de 3.19 km², de la cual 3.15 km² corresponden a tierra firme y (1.14%) 0.04 km² es agua.

## Demografía
Según el censo de 2010, había 369 personas residiendo en Milan. La densidad de población era de 115,74 hab./km². De los 369 habitantes, Milan estaba compuesto por el 72.09% blancos, el 0% eran afroamericanos, el 1.08% eran amerindios, el 1.08% eran asiáticos, el 20.6% eran isleños del Pacífico, el 2.98% eran de otras razas y el 2.17% pertenecían a dos o más razas. Del total de la población el 4.34% eran hispanos o latinos de cualquier raza.